# Beschorneria wrightii
Beschorneria wrightii är en sparrisväxtart som beskrevs av Joseph Dalton Hooker. Beschorneria wrightii ingår i släktet Beschorneria och familjen sparrisväxter. Inga underarter finns listade i Catalogue of Life.